# Gennem drømmehinden
Gennem drømmehinden er en dansk dokumentarfilm fra 2017 instrueret af Lin Alluna.

## Handling
Mellem uklare dage og tågede drømme søger Linea samhørighed med sit barn, men alt føles helt uvirkeligt. Filmen er en fortælling om skammen over ikke at elske det barn, man har drømt om, og søgen efter den kærlighed, der mangler.